# بیماری پیشرونده
بیماری‌ یا اختلال‌های پیشرونده (به انگلیسی: Progressive disease) به بیماری‌ها یا عارضه‌های جسمانی گفته می‌شود که به مرور زمان تمایل به وخیم‌تر شدن، رشد یا گسترش دارند.
این مسئله ممکن است تا زمانی رخ دهد که مرگ، ناتوانی جدی یا نارسایی در اندام شخص پدید بیاید. 
برخی از بیماری‌های پیشرونده را می‌توان با درمان (جراحی، رژیم غذایی یا مداخلات در سبک زندگی) متوقف و معکوس، برخی دیگر را نیز تنها با درمان‌های دارویی کند (مدیریت) و برخی از آنها را نمی‌توان با درمان‌های فعلی بهبود داد.
اگرچه تمایز زمانی نادقیقی بین این طبقه‌بندی‌ها وجود دارد، اما معمولاً می‌توان بیماری‌ها را به صورت پیشرونده تند یا سریع (معمولاً از روزها تا هفته‌ها) و پیشرونده کند یا آهسته (از ماه‌ها تا سال‌ها) دسته‌بندی نمود. 
دوره زمانی یک بیماری بر حاد یا مزمن بودن آن تأثیر می‌گذارد. طبق تعریف، تقریباً تمام بیماری‌های با پیشروی آهسته بیماری‌های مزمن نیز هستند. از نظر بیولوژیکی، بسیاری از این بیماری‌ها به دلیل تغییرات سلولی به عنوان بیماری‌های زوال‌دهنده یا دژنراتیو نیز شناخته می‌شوند.
همه بیماری‌های مزمن پیشرونده نیستند: یک بیماری مزمن و غیرپیشرونده ممکن است در مواردی به عنوان یک وضعیت ساکن شناخته شود. یک بیماری پیشرونده را نباید با یک بیماری لاعلاج اشتباه گرفت، تفاوت این دو نوع تقسیم‌بندی در این است که یک بیماری لاعلاج همیشه منجر به مرگ می‌شود.

## مثال‌ها

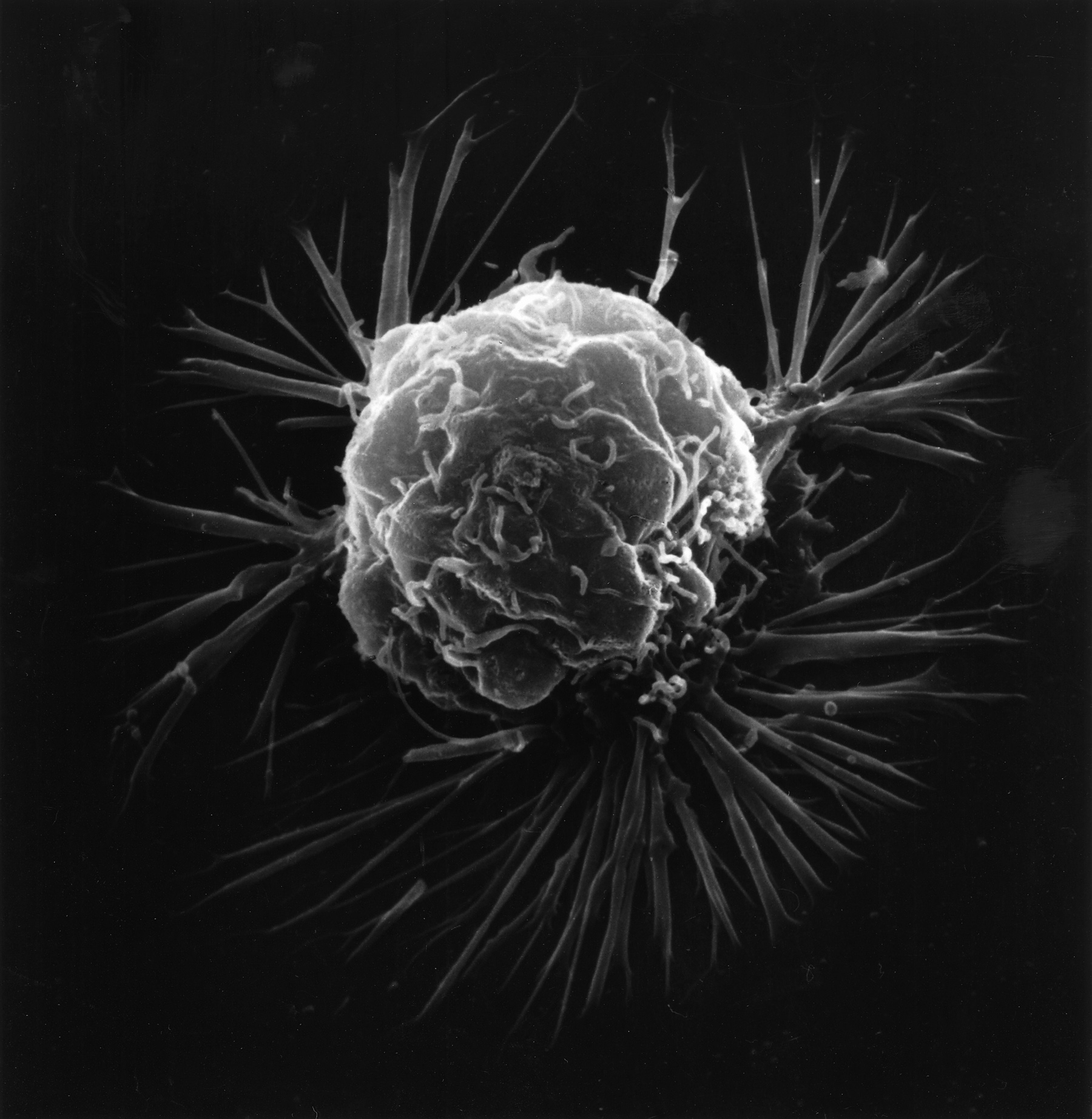
سرطان یکی از شایع‌ترین بیماری‌های پیشرونده به حساب می‌آید.

نمونه‌هایی از بیماری‌های آهسته و سریع پیشرونده وجود دارد که بر تمام سیستم‌های اندام و قسمت‌های بدن تأثیر می‌گذارد. در زیر نمونه‌هایی از بیماری‌های با پیشرفت سریع و آهسته است که بر سیستم‌های مختلف اندام تأثیر می‌گذارند:
- مغز: بیماری کروتسفلد-جاکوب در مقایسه با بیماری آلزایمر به سرعت پیشرفت می‌کند.
- چشم: آب مروارید می‌تواند ساکن یا به پیشرونده کند باشد. دژنراسیون ماکولا به پیشرونده کند است، در حالی که جداشدگی شبکیه به پیشرونده سریع است.
- ریه‌ها: آمفیزم ناشی از کمبود آلفا-۱ آنتی تریپسین یک بیماری ریوی به پیشرونده کند است.
- کلیه‌ها: سندرم گودپاسچر یک گلومرولونفریت به پیشرونده سریع است، در حالی که گلومرولواسکلروز دیابتی به آهستگی پیشرفت می‌کند.
- لوزالمعده: دیابت نوع ۱ شامل از دست دادن سریع و پیشرونده ظرفیت ترشح انسولین در مقایسه با دیابت نوع ۲ است که در آن از دست دادن ترشح انسولین به آهستگی در طی سالیان متمادی رخ می‌دهد. MODY 2، به دلیل جهش GCK، یک شکل نسبتاً ساکن کاهش ترشح انسولین است.
- مفاصل: هم استئوآرتریت و هم آرتریت روماتوئید از اشکال آرتریت به تدریج پیشرونده هستند.
- اعصاب: لرزش اساسی یک اختلال عصبی پیشرونده آهسته است که معمولاً به صورت ژنتیکی منتقل می‌شود.
- سرطان: رشد غیرطبیعی سلول‌های بدن گفته می‌شود.